# 2005-ös Bundesvision Song Contest
A 2005-ös Bundesvision Song Contest volt az első Bundesvision Song Contest, melyet az Észak-Rajna-Vesztfáliában található Oberhausenben rendeztek meg. A versenyre 2005. február 12-én került sor. A helyszín az oberhauseni König-Pilsener-Arena volt.

## A helyszín és a verseny
A verseny pontos helyszíne az Oberhausenben található König-Pilsener-Arena volt, amely 12 650 fő befogadására alkalmas.
| Németország Oberhausen |

A dalfesztivál házigazdái Stefan Raab, Annette Frier és Oliver Pocher voltak.
Az adás Stefan Raab és a tartományok zászlóvivőinek bevonulásával kezdődött. A verseny és a szabályok ismertetése után Raab köszöntötte a másik két műsorvezetőt is, akik szintén bevonultak a helyszínre.
A dalok előtti képeslapok az adott tartományról szóló kisfilmek voltak. A képeslapok előtt és után rövid felvezető szövegek hangzottak el.
Érdekes színfoltja volt a versenynek a berlint képviselő Sido előadása: a rapper a produkció közben levette már-már védjegyévé vált ezüst maszkját, melyet korábban szinte minden fellépése során hordott.
A dalok utáni szünetben meghívott előadóként lépett fel Max Mutzke, aki 2004-ben képviselte az országot az Eurovíziós Dalfesztiválon, valamint 2014-ben Baden-Württemberg képviseletében a Bundesvision Song Contesten is részt vett.

## A résztvevők
A versenyen Németország tizenhat tartománya vett részt.
Baden-Württemberg képviselői, a finn Apocalyptica és a cseh Marta Jandová évekkel később szerepeltek az Eurovíziós Dalfesztiválon is: míg előbbi 2007-ben meghívott előadóként a döntőben, utóbbi 2015-ben Csehország versenyzőjeként, Václav Noid Bártával duettben állt színpadra. Jandová ezen kívül 2007-ben visszatért a németországi versenyre is, ahol Alsó-Szászország képviseletében és az Oomph! együttessel közösen győzni tudott. Rajna-vidék-Pfalz egyik képviselője, Sandy pedig 2008-ban a No Angels tagjaként vett részt német színekben a nemzetközi versenyen.
Több helyről kritika érte a versenyt, mivel egyes tartományok nem találtak időben megfelelő zenészt a képviseletükre. Emiatt ezeket a tartományokat olyan előadók képviselték, akik nem vagy csak részben kötődnek az adott tartományokhoz.

## A szavazás
A szavazás a fellépési sorrendnek megfelelően történt, vagyis Észak-Rajna-Vesztfália volt az első, és Alsó-Szászország volt az utolsó szavazó.
Minden tartomány az eurovíziós rendszerben szavazott, vagyis 1-8, 10 és 12 pontot osztottak ki a legjobbnak ítélt tíz dalnak. A nemzetközi versennyel ellentétben azonban saját dalra is lehetett szavazni, így a legtöbb tartomány saját magának adta a maximális tizenkét pontot.
Az elsőként szavazó Észak-Rajna-Vesztfália Hessent helyezte az élre. Hamburg hét pontjával Alsó-Szászország átvette a vezetést, a nyolc ponttal pedig Hessen visszavette azt. Rajna-vidék-Pfalz hét pontjával Alsó-Szászország és Hessen holtversenyben volt első, de a nyolc ponttal Schleswig-Holstein került az élre, a tizenkét ponttal viszont Hessen visszavette a vezetést. Bajorország nyolc pontja után Schleswig-Holstein, a tíz pont után pedig újra Hessen állt az első helyen. A Saar-vidék nyolc pontjával ismét Schleswig-Holstein, a tíz ponttal pedig ismét Hessen vezetett. Ezután végig megőrizve előnyüket megnyerték a versenyt.
Így Hessen lett a Bundesvision Song Contest első győztese. A győztes dal minden tartománytól kapott pontot, a legkevesebb hetet Bréma adta. Emellett három tartománytól – Észak-Rajna-Vesztfália, Rajna-vidék-Pfalz és Hessen – gyűjtötte be a legmagasabb tizenkét pontot.
Az utolsó helyen a házigazda Észak-Rajna-Vesztfália és Rajna-vidék-Pfalz végzett. Mindkét tartományt a saját maguk által megszavazott tíz pont mentette meg a nulla pontos utolsó helytől. Mecklenburg-Elő-Pomeránia dalára is csak a tartomány nézői szavaztak, a tizenkét pont az utolsó előtti helyre volt elég.
A pontbejelentők között volt Thomas Anders, a Modern Talking énekese, valamint Joy Fleming is, aki 1975-ben képviselte Németországot az Eurovíziós Dalfesztiválon.

## Eredmények
| #  | Tartomány                 | Nyelv                 | Előadó                        | Dal                                | Magyar fordítás                    | Helyezés | Pontszám |
| -- | ------------------------- | --------------------- | ----------------------------- | ---------------------------------- | ---------------------------------- | -------- | -------- |
| 01 | Észak-Rajna-Vesztfália    | német                 | Mamadee és Gentleman          | Lass los                           | Engedd el!                         | 15.      | 10       |
| 02 | Hamburg                   | német                 | Samy Deluxe                   | Generation                         | Generáció                          | 9.       | 44       |
| 03 | Rajna-vidék-Pfalz         | angol, német          | Sandy és Manuell              | Unexpected                         | Váratlan                           | 15.      | 10       |
| 04 | Bréma                     | német                 | Lukas Hilbert                 | Kommt meine Liebe nicht bei dir an | A szerelmem nem érkezik meg hozzád | 11.      | 31       |
| 05 | Bajorország               | angol, francia, német | Slut                          | Why pourquoi                       | Miért, miért?                      | 12.      | 17       |
| 06 | Brandenburg               | német                 | Virginia Jetzt!               | Wahre Liebe                        | Igaz szerelem                      | 8.       | 54       |
| 07 | Schleswig-Holstein        | német                 | Fettes Brot                   | Emanuela                           | —                                  | 2.       | 130      |
| 08 | Saar-vidék                | német                 | Klee                          | Gold                               | Arany                              | 10.      | 37       |
| 09 | Szászország               | német                 | De Randfichten                | Jetzt geht die Party richtig los   | Most kezdődik igazán a buli        | 6.       | 71       |
| 10 | Baden-Württemberg         | német                 | Apocalyptica és Marta Jandová | Wie weit                           | Milyen messze?                     | 5.       | 77       |
| 11 | Szász-Anhalt              | német                 | Jansen & Kowalski             | Mamacita                           | Anyu                               | 13.      | 15       |
| 12 | Hessen                    | német                 | Juli                          | Geile Zeit                         | Nagyszerű idő                      | 1.       | 159      |
| 13 | Türingia                  | német                 | Clueso                        | Kein Bock zu geh’n                 | Nincs kedvem elmenni               | 7.       | 63       |
| 14 | Berlin                    | német                 | Sido és a Brainless Wankers   | Mama ist stolz                     | Anya büszke                        | 3.       | 113      |
| 15 | Mecklenburg-Elő-Pomeránia | német, angol          | Deichkind                     | Electric Super Dance Band          | Elektromos szuper tánczenekar      | 14.      | 12       |
| 16 | Alsó-Szászország          | német, angol          | Mousse T. és Emma Lanford     | Right About Now                    | Pont most                          | 4.       | 85       |

## Ponttáblázat

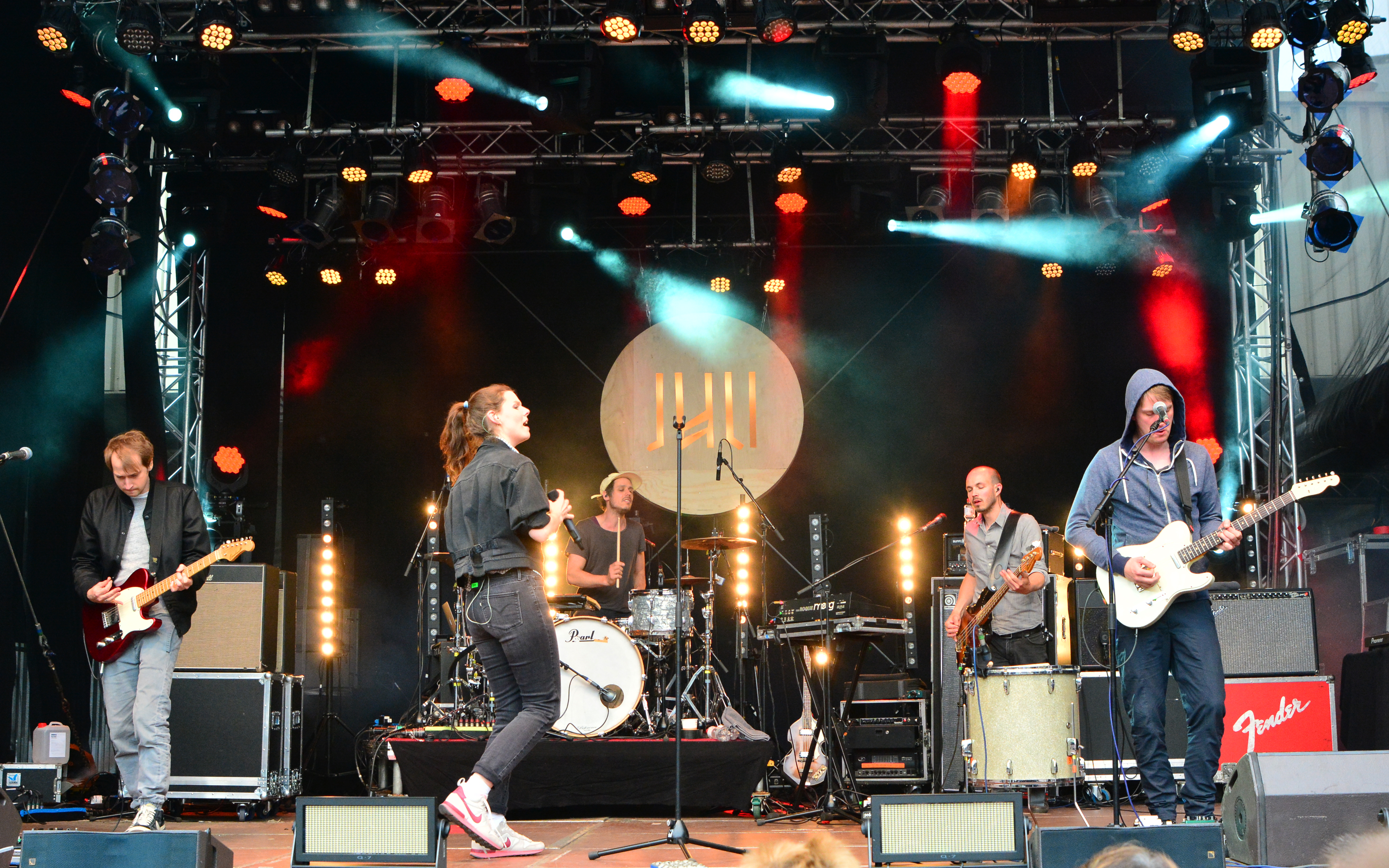
Juli, a verseny győztese Hessenből

| Észak-Rajna-Vesztfália    | 10  | 10 |    |    |    |    |    |    |    |    |    |    |    |    |    |    |    |
| Hamburg                   | 44  | 1  | 12 | 2  | 5  | 2  |    | 8  | 4  |    | 4  |    | 1  |    | 1  | 2  | 2  |
| Rajna-vidék-Pfalz         | 10  |    |    | 10 |    |    |    |    |    |    |    |    |    |    |    |    |    |
| Bréma                     | 31  | 2  |    | 1  | 12 |    | 3  |    | 1  | 1  | 1  |    |    | 3  |    | 1  | 6  |
| Bajorország               | 17  |    | 1  |    | 1  | 12 |    |    |    |    |    |    |    |    | 3  |    |    |
| Brandenburg               | 54  |    |    |    |    | 1  | 12 | 3  |    | 6  | 2  | 5  | 2  | 4  | 8  | 6  | 5  |
| Schleswig-Holstein        | 130 | 8  | 10 | 8  | 8  | 8  | 6  | 12 | 8  | 8  | 8  | 6  | 10 | 7  | 7  | 8  | 8  |
| Saar-vidék                | 37  |    | 2  |    | 3  |    | 1  | 4  | 12 | 2  |    | 2  | 3  | 2  | 5  |    | 1  |
| Szászország               | 71  | 5  |    | 4  |    | 4  | 7  | 1  | 3  | 12 | 3  | 8  | 6  | 8  | 2  | 5  | 3  |
| Baden-Württemberg         | 77  | 4  | 6  | 5  | 4  | 5  | 4  | 5  | 5  | 5  | 12 | 3  | 5  | 6  |    | 4  | 4  |
| Szász-Anhalt              | 15  |    | 3  |    |    |    |    |    |    |    |    | 12 |    |    |    |    |    |
| Hessen                    | 159 | 12 | 8  | 12 | 7  | 10 | 8  | 10 | 10 | 10 | 10 | 10 | 12 | 10 | 10 | 10 | 10 |
| Türingia                  | 63  | 3  | 5  | 3  | 2  | 3  | 5  | 2  | 2  | 4  | 5  | 4  | 4  | 12 | 6  | 3  |    |
| Berlin                    | 113 | 7  | 4  | 6  | 6  | 7  | 10 | 6  | 7  | 7  | 7  | 7  | 8  | 5  | 12 | 7  | 7  |
| Mecklenburg-Elő-Pomeránia | 12  |    |    |    |    |    |    |    |    |    |    |    |    |    |    | 12 |    |
| Alsó-Szászország          | 85  | 6  | 7  | 7  | 10 | 6  | 2  | 7  | 6  | 3  | 6  | 1  | 7  | 1  | 4  |    | 12 |

### 12 pontok
| Darab | Jutalmazott tartomány     | Szavazó tartomány                                 |
| ----- | ------------------------- | ------------------------------------------------- |
| 3     | Hessen                    | Észak-Rajna-Vesztfália, Hessen, Rajna-vidék-Pfalz |
| 1     | Alsó-Szászország          | Alsó-Szászország                                  |
| 1     | Baden-Württemberg         |                                                   |
| 1     | Bajorország               |                                                   |
| 1     | Berlin                    |                                                   |
| 1     | Brandenburg               |                                                   |
| 1     | Bréma                     |                                                   |
| 1     | Hamburg                   |                                                   |
| 1     | Mecklenburg-Elő-Pomeránia |                                                   |
| 1     | Saar-vidék                |                                                   |
| 1     | Schleswig-Holstein        |                                                   |
| 1     | Szász-Anhalt              |                                                   |
| 1     | Szászország               |                                                   |
| 1     | Türingia                  |                                                   |

## Térkép

| Győztes 2. helyezett 3. helyezett 4. helyezett 5. helyezett 6. helyezett 7. helyezett 8. helyezett | 9. helyezett 10. helyezett 11. helyezett 12. helyezett 13. helyezett 14. helyezett 15. helyezett 16. helyezett |

## Részt vevő rádióállomások
Az Eurovíziós Dalfesztivállal ellentétben ezen a versenyen regionális rádióállomások választják ki a tartományok képviselőit. A 2005-ös verseny részt vevő rádióállomásai a következők voltak:
| - radio ffn - bigFM - Rock Antenne - 98.8 KISS FM - 94,3 rs2 - Energy Bremen - Radio NRW - Tide 96.0 | - Hit Radio FFH - Antenne MV - bigFM - delta radio - Radio Salü - Radio Brocken - Radio PSR - Radio Top 40 |

## Galéria
A verseny műsorvezetői:

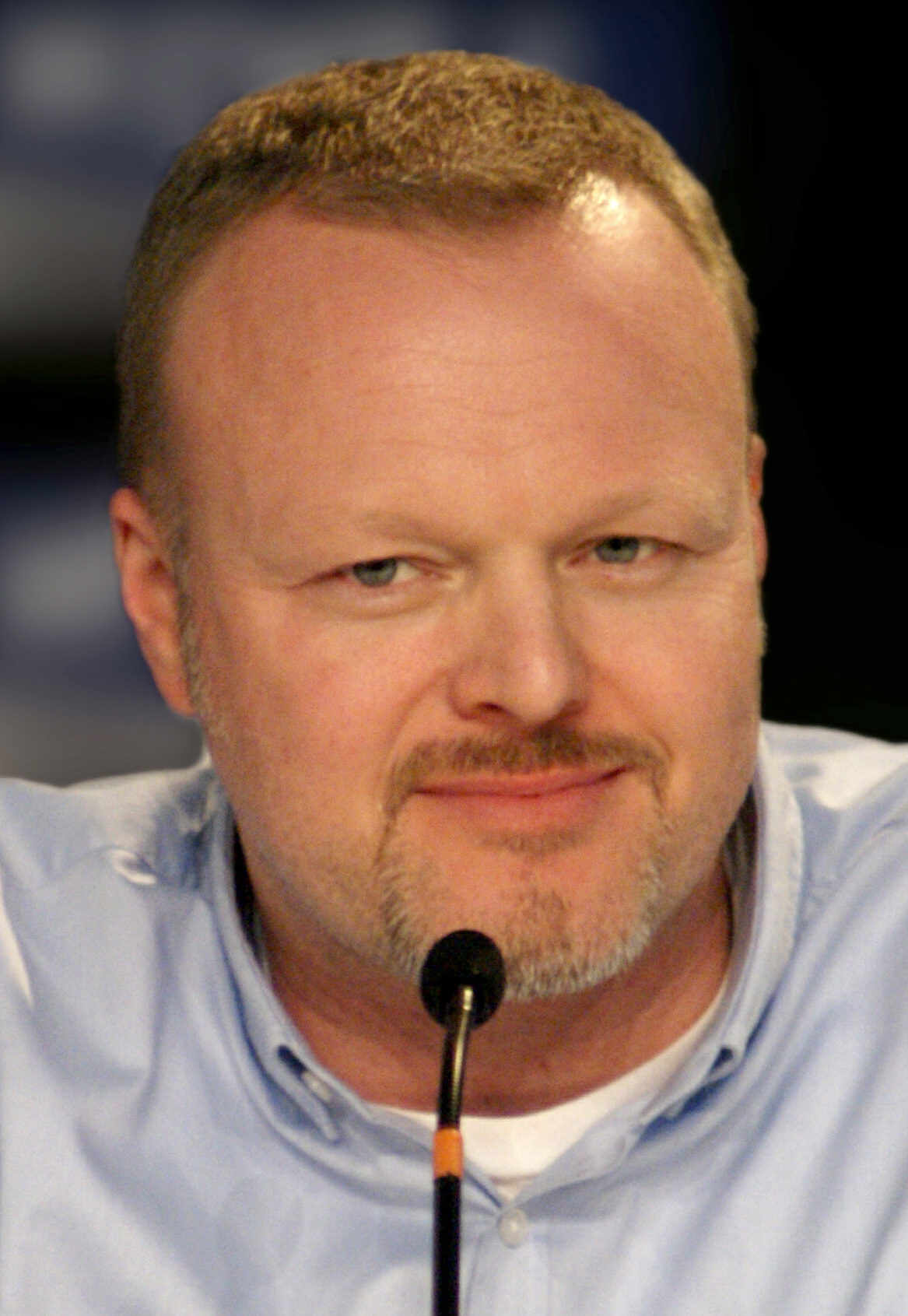
Stefan Raab
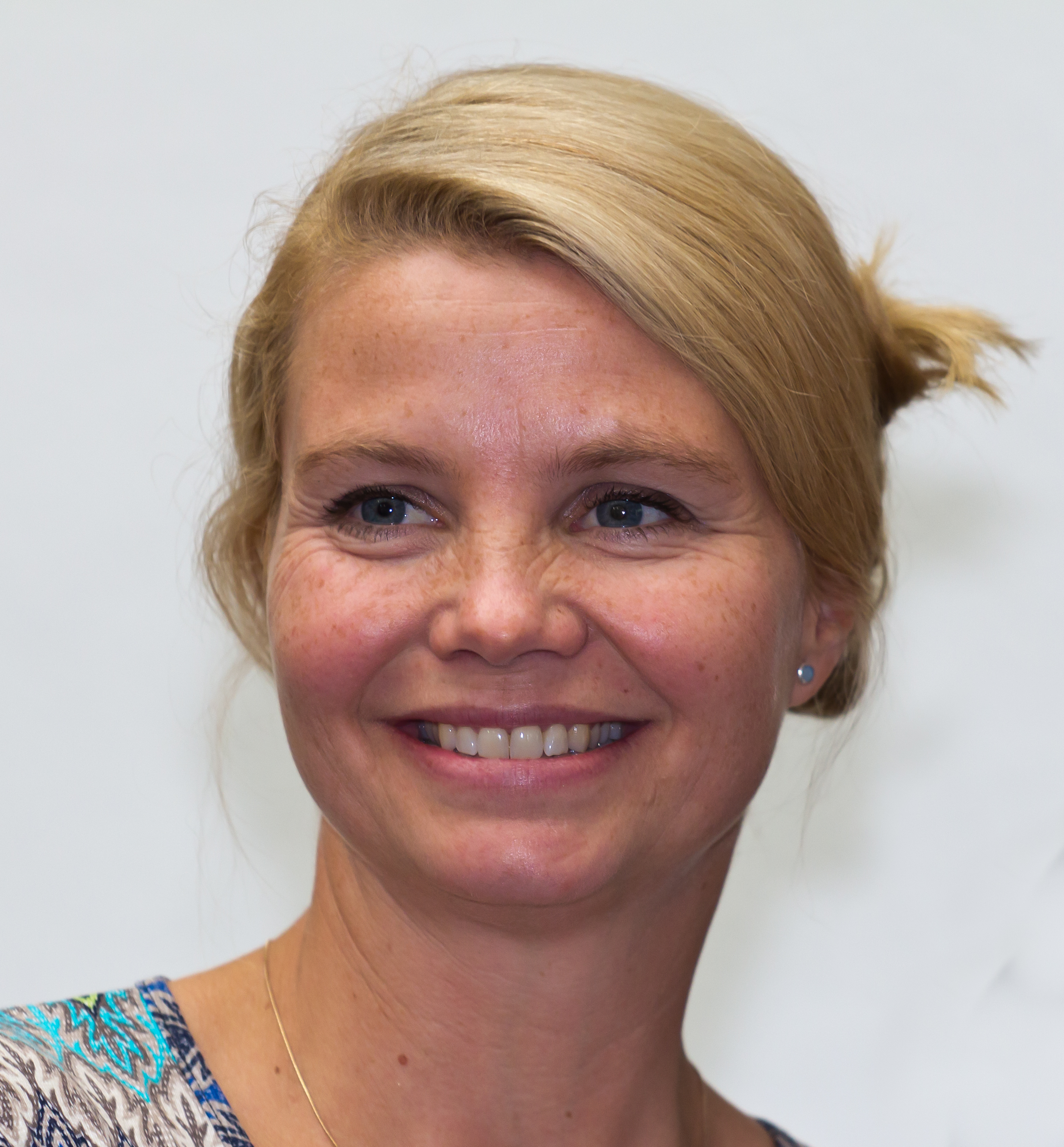
Annette Frier
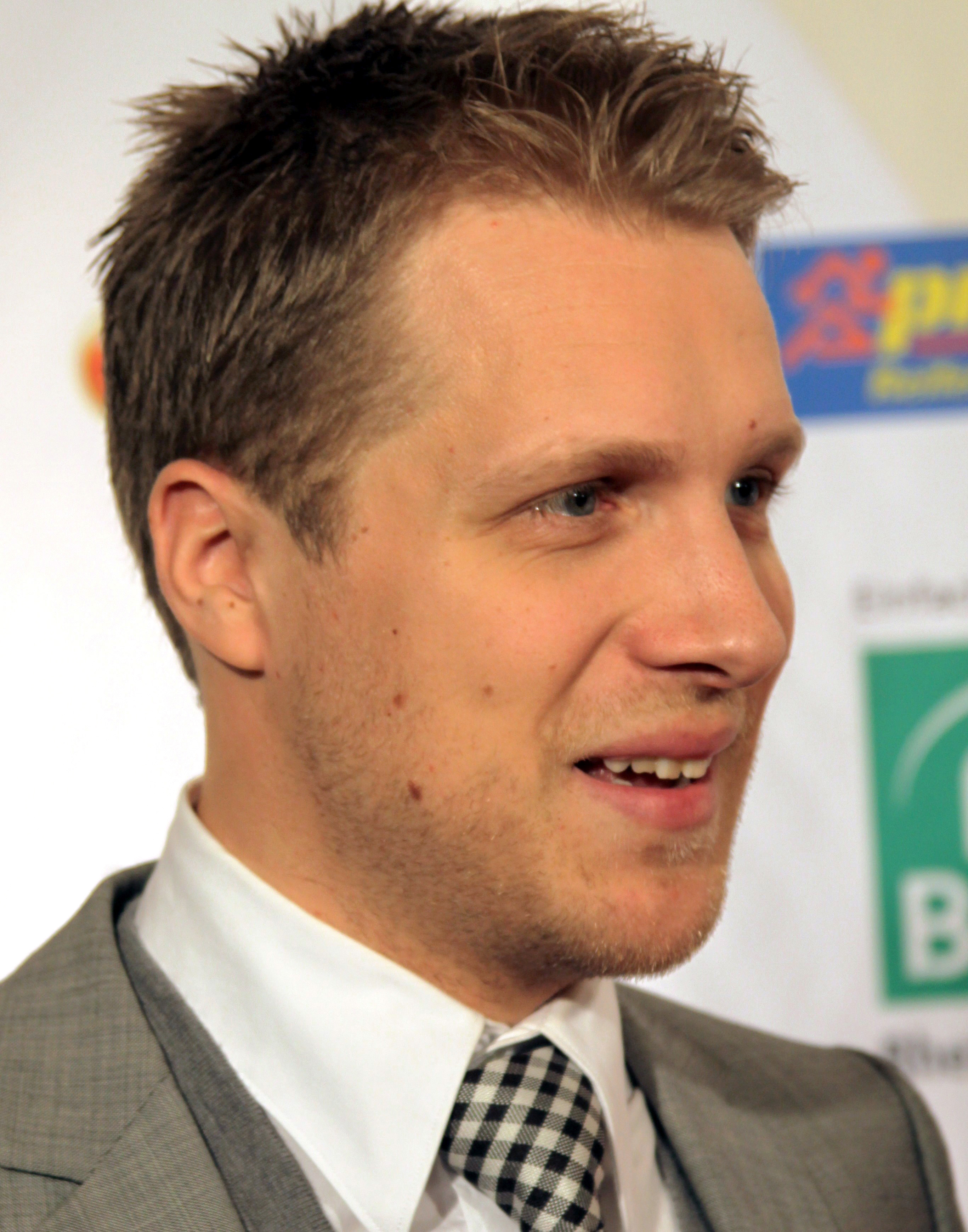
Oliver Pocher